# Heinz Eschen

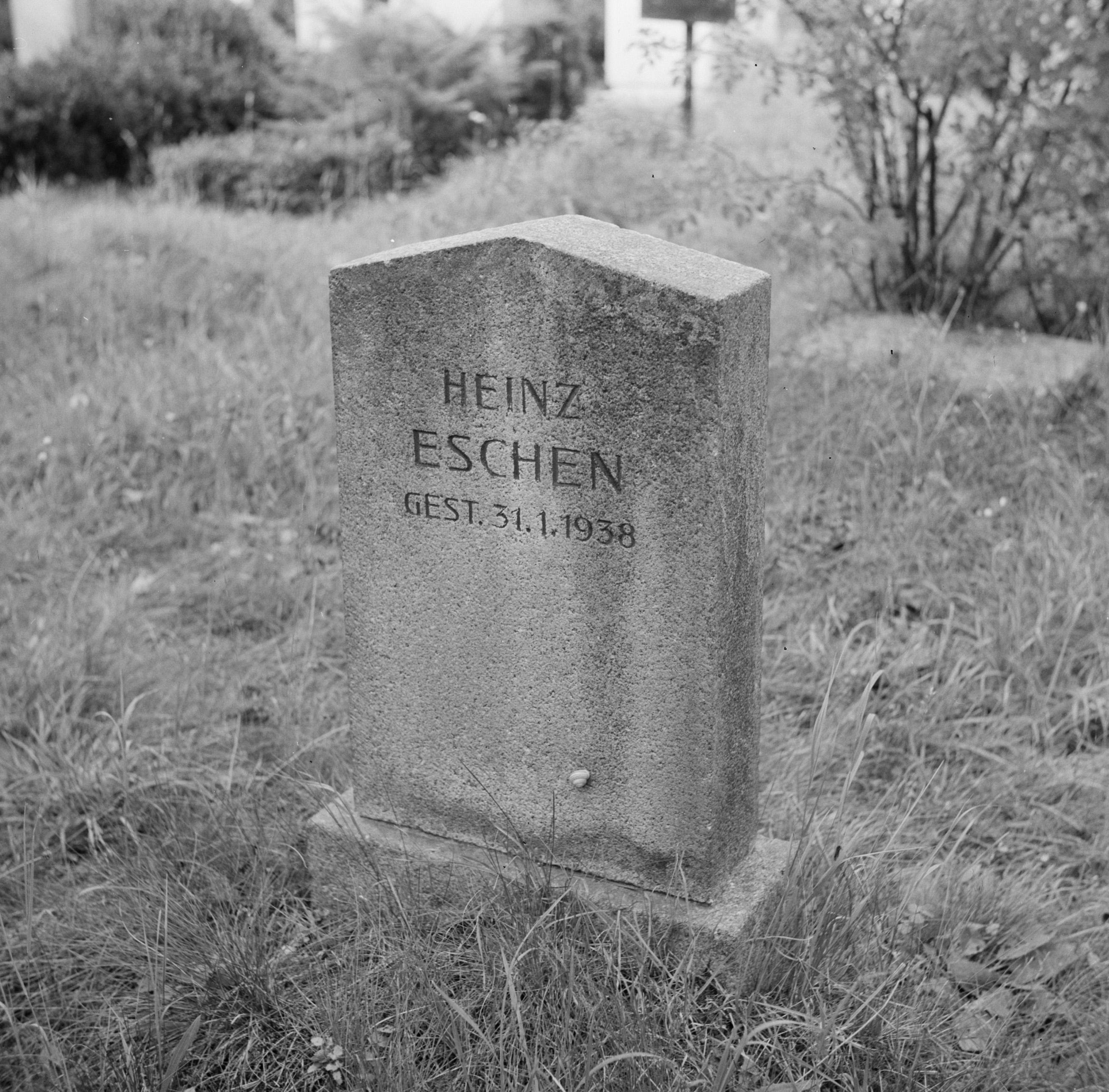
Grabstein Heinz Eschen, Friedhof in München.

Heinz Eschen (geboren 3. Mai 1909 in Filehne in der preußischen Provinz Posen im heutigen Polen; gestorben 30. Januar 1938 im Konzentrationslager Dachau) war ein deutscher Widerstandskämpfer.

## Leben
Heinz Eschen entstammte einer jüdischen Familie. Sein Vater Isidor Eschen betrieb eine Gaststätte, in der Heinz und seine fast drei Jahre ältere Schwester Hilde aufwuchsen. Nach dem frühen Tod seines Vaters kümmerte sich seine Mutter Bianka Eschen darum, dass er trotzdem bis zum Abitur die Schule besuchen konnte. Anschließend studierte er Medizin an der Universität München.
Schon während seines Studiums engagierte sich Eschen als Mitglied der Kommunistischen Partei Deutschlands (KPD) und übernahm den Vorsitz des Roten Studentenbundes zum Widerstand gegen den aufstrebenden Nationalsozialistischen Deutschen Studentenbund (NSDStB).
Unmittelbar nach der Machtergreifung der Nationalsozialisten beteiligte sich Eschen am 1. Februar 1933 in München an einem Protestmarsch gegen die Nazis. Dieser stieß mit der Münchener Polizei zusammen und Eschen erlitt dabei eine schwere Schussverletzung. Am 18. des Monats wurde er verhaftet. Nach mehreren Monaten im Gefängnis wurde er am 26. November in das KZ Dachau verschleppt. 1937 durften jüdische Häftlinge ihre Baracken für mehrere Wochen nicht verlassen, nachdem es zuvor ausländische Presseberichte über das KZ Dachau gegeben hatte. In dieser Zeit organisierte Eschen Vorträge und Diskussionsrunden, um den Überlebenswillen der Gefangenen zu stärken.
Im Konzentrationslager war Eschen als Jude und Kommunist besonderem Terror der SS ausgesetzt. „Der ständigen Gewalt begegnete er mit Selbstdisziplin und Charakterstärke, was ihm nicht nur bei den Mitgefangenen, sondern auch bei der SS zunehmend Respekt verschaffte“. So wurde er von der Lagerleitung schließlich zum „Blockältesten“ im sogenannten „Judenblock“ ernannt, der Häftlingsbaracke Nummer 6.
Doch auch als „Blockältester“ beteiligte sich Eschen am politischen Widerstand im Lager, besorgte kranken und geschwächten Häftlingen Medikamente und zusätzliche Lebensmittel. Unter seinen Mitgefangenen erwarb er sich einen Ruf als Beschützer der jüdischen Gefangenen. Schließlich wurde er der SS von Spitzeln verraten; er starb am 30. Januar 1938 im Alter von 28 Jahren nach neunstündiger Folter durch „Baumhängen“.